# ناتاسا استانکوویچ
ناتاسا استانکوویچ (به انگلیسی: Natasa Stankovic) بازیگر، مدل صربستانی است.
از فیلم‌هایی که وی در آن نقش داشته‌است می‌توان به ساتیاگراها و دروغگوی ناکجا آباد اشاره کرد.